# Leptoconops tuotuohea
Leptoconops tuotuohea är en tvåvingeart som beskrevs av Liu och Gong 2003. Leptoconops tuotuohea ingår i släktet Leptoconops och familjen svidknott. Inga underarter finns listade i Catalogue of Life.